# Polypedilum simantoheium
Polypedilum simantoheium är en tvåvingeart som beskrevs av Sasa, Suzuki och Sakai 1998. Polypedilum simantoheium ingår i släktet Polypedilum och familjen fjädermyggor. Inga underarter finns listade i Catalogue of Life.